# Georgy Shayduko
Georgy Ivanovich Shayduko (em russo:  Георгий Иванович Шайдуко; 6 de agosto de 1962 — 8 de janeiro de 2023) foi um velejador russo, medalhista olímpico. Ele competiu nos Jogos Olímpicos de Verão de 1996 na classe Soling e conquistou a medalha de prata, ao lado de Dmitry Shabanov e Igor Skalin.
Schaiduko, que competiu principalmente na classe de barcos Soling durante sua carreira, participou quatro vezes dos Jogos Olímpicos. No Campeonato Mundial em Soling, Schaiduko garantiu pela primeira vez a medalha de bronze em Kiel em 1987, antes de se tornar campeão mundial em 1996 em Punta Ala e 1998 em Milwaukee.